# Washburn (miejscowość w hrabstwie Bayfield)
Washburn – miasto w Stanach Zjednoczonych, w stanie Wisconsin, w hrabstwie Bayfield.